# Wolfsberger AC
Wolfsberger AC, comumente referido como Wolfsberg ou simplesmente WAC, é um Clube de futebol austríaco de Wolfsberg, Caríntia, que atualmente joga na Bundesliga austríaca. Entre as temporadas de 2007–08 e 2011–12, o Wolfsberger AC iniciou uma cooperação com o SK St. Andrä, competindo sob o nome de WAC/St. Andrä durante esse período. A equipe atualmente se chama RZ Pellets WAC por motivos de patrocínio.
Após ter jogado a maioria de sua existência nas ligas inferiores, o Wolfsberger AC terminou a temporada 2011–12 como campeão da Primeira Liga Austríaca de Futebol de 2011–12 (agora conhecida como “Segunda Liga” ou “2. Liga”) e ganhou a promoção à Bundesliga austríaca pela primeira vez na história do clube, na qual terminou em quinto lugar no final da Bundesliga austríaca de 2012–13. O Wolfsberg terminou em terceiro na Bundesliga austríaca de 2018–19, que os qualificou para a fase de grupos da Liga Europa da UEFA de 2019–20. Eles terminaram em quarto lugar no Grupo J da Liga Europa na temporada 2019–20. O Wolfsberger conquistou seu primeiro título da Copa da Áustria na história na edição 2024–25, com uma vitória por 1 a 0 sobre o Hartberg.

## História
O Wolfsberger AC foi fundado por Adolf Ptazcowsky, Karl Weber, Hermann Maierhofer, Franz Hafner e Michael Schlacher em 1931. Após passar os primeiros trinta e sete anos de sua existência nas camadas inferiores da pirâmide da liga austríaca, o clube acabou sendo promovido à liga austríaca. Liga Regional, que estava na segunda divisão da pirâmide na época, em 1968. O WAC permaneceu neste nível, com uma exceção durante a temporada 1977–78, pelos dezessete anos seguintes, estabelecendo-se como um time intermediário. 
No final da temporada 1984–85, o Wolfsberger AC acabou caindo para o terceiro nível. O clube voltou para mais duas aparições de segundo nível durante as temporadas de 1988–89 e 1990–91, mas foi imediatamente rebaixado a cada vez. Em 1994, o clube foi membro fundador da Liga Regional reativada como terceiro escalão da pirâmide. Após estar na corrida de promoção nos primeiros anos na nova liga, a força do clube diminuiu gradualmente e acabou levando ao rebaixamento no final da temporada 2001–02.

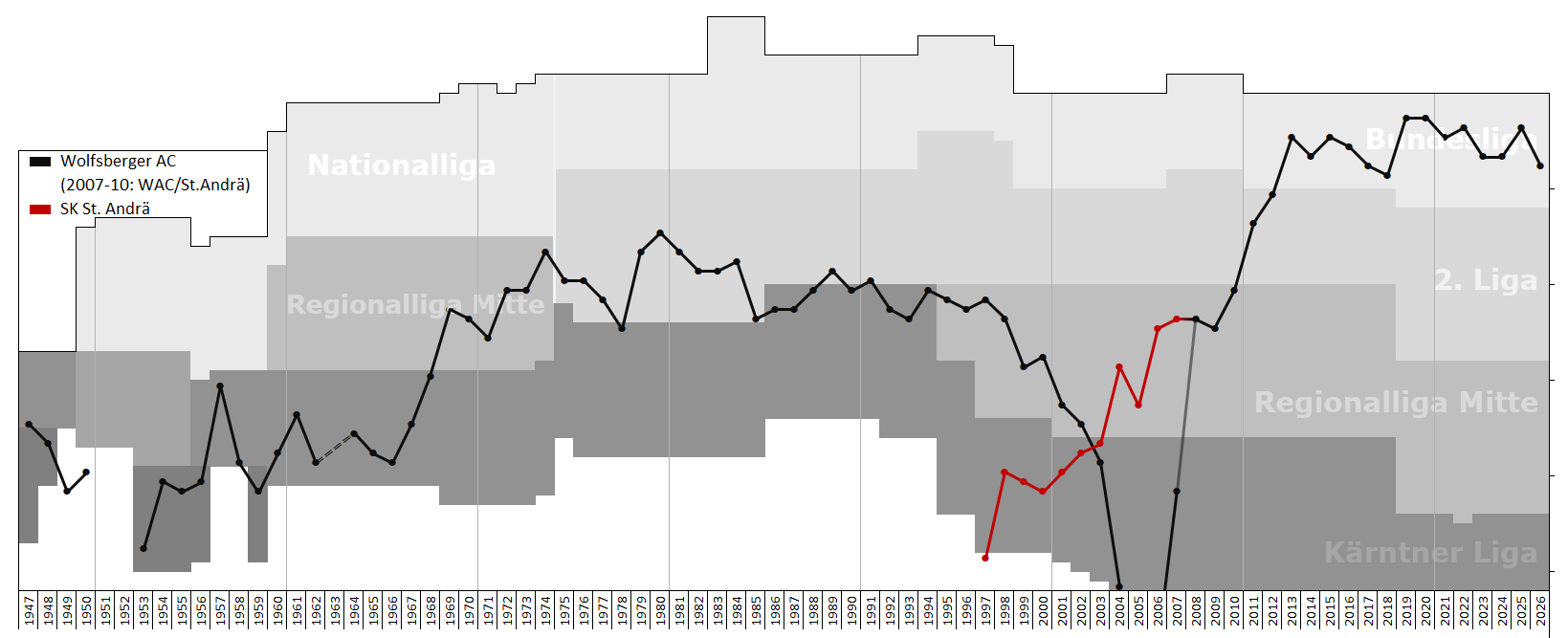
Tabela histórica do desempenho da liga Worfsberger AC

WAC e os vizinhos SK St. Andrä decidiram entrar em uma cooperação. Embora ambos os clubes tenham permanecido como entidades separadas, eles trabalharam juntos em quase todos os aspectos: “Áreas centrais de ambos os clubes, como administração, gestão, economia, marketing, gastronomia, bem como a seção atlética como núcleo (as equipes sênior e júnior) será administrado centralmente a partir dos escritórios recém-criados do WAC/St. Andrä em Wolfsberg.” Primeira Liga em 2010. No final da temporada 2011–12, a cooperação garantiu a promoção à Bundesliga austríaca com uma rodada pela frente. Logo depois, a cooperação foi dissolvida; O Wolfsberger AC competiu assim como um clube independente no mais alto nível do futebol austríaco pela primeira vez em sua história. Após o primeiro ano na classe mais alta, eles chegaram em 5º lugar. Após a temporada, o técnico Nenad Bjelica deixou o clube e tornou-se técnico do FK Austria Wien, campeão da temporada 2012–13. Slobodan Grubor o substituiu, mas após fracas atuações na nova temporada, ele foi substituído por Dietmar Kühbauer. A equipe ficou conhecida como 'RZ Pellets WAC' na temporada 2014–15, devido ao patrocínio.
O Wolfsberger AC se classificou para a fase de grupos da Liga Europa da UEFA de 2019–20 pela primeira vez em sua história, após terminar em terceiro na Bundesliga austríaca de 2018–19. Eles foram eliminados nas oitavas de final após perder por 8–1 no total para o Tottenham, da Premier League.

## Titulos
- Copa da Áustria:
  - Campeão (1): 2024–25
- 2. Liga:
  - Campeão (1): 2011–12

## Campanhas de destaque
| Temporada | Competição                      | Rodada  | Oponente                 | Casa | Fora | Agregado |
| --------- | ------------------------------- | ------- | ------------------------ | ---- | ---- | -------- |
| 2015–16   | Liga Europa da UEFA             | 2Q      | FC Shakhtyor Salihorsk   | 2–0  | 1–0  | 3–0      |
| 2015–16   | Liga Europa da UEFA             | 3Q      | Borussia Dortmund        | 0–1  | 0–5  | 0–6      |
| 2019–20   | Liga Europa da UEFA             | Grupo J | Roma                     | 1–1  | 2–2  | 4º lugar |
| 2019–20   | Liga Europa da UEFA             | Grupo J | Borussia Mönchengladbach | 0–1  | 4–0  | 4º lugar |
| 2019–20   | Liga Europa da UEFA             | Grupo J | İstanbul Başakşehir      | 0–3  | 0–1  | 4º lugar |
| 2020–21   | Liga Europa da UEFA             | Grupo K | CSKA Moscow              | 1–1  | 1–0  | 2º lugar |
| 2020–21   | Liga Europa da UEFA             | Grupo K | Dinamo Zagreb            | 0–3  | 0–1  | 2º lugar |
| 2020–21   | Liga Europa da UEFA             | Grupo K | Feyenoord                | 1–0  | 4–1  | 2º lugar |
| 2020–21   | Liga Europa da UEFA             | R32     | Tottenham                | 1–4  | 0–4  | 1–8      |
| 2022–23   | Liga Conferência Europa da UEFA | 3Q      | Gżira United             | 0–0  | 4–0  | 4–0      |
| 2022–23   | Liga Conferência Europa da UEFA | PO      | Molde                    | 0–4  | 1–0  | 1–4      |